# Dubovac (Gornji Bogićevci)
Dubovac je naseljeno mjesto u Republici Hrvatskoj u općini Gornji Bogićevci u Brodsko-posavskoj županiji.

## Zemljopis
Dubovac se nalaze zapadno od Nove Gradiške južno od željezničke pruge Zagreb - Vinkovci i sjeverno od autoceste Bregana - Lipovac, oko 3 km jugozapadno od Gornjih Bogićevaca, susjedna naselja su Okučani na zapadu, Kosovac na sjeveru,  te Nova Varoš na jugu.

## Stanovništvo
Prema popisu stanovništva iz 2001. godine Dubovac je imao 440 stanovnika, od čega 326 Hrvata i 101 Srbina. 
| broj stanovnika | 218   | 217   | 202   | 300   | 344   | 491   | 596   | 794   | 660   | 657   | 730   | 674   | 601   | 560   | 440   | 378   | 262   |
|                 | 1857. | 1869. | 1880. | 1890. | 1900. | 1910. | 1921. | 1931. | 1948. | 1953. | 1961. | 1971. | 1981. | 1991. | 2001. | 2011. | 2021. |